# 제593원정지원사령부
제593원정지원사령부(593rd Expeditionary Sustainment Command (593rd ESC))는 미국 육군의 원정지원사령부이다.

## 역사
부대는 제2차 세계 대전 중의 1944년 8월 7일에 제1350공병기지창여단으로 구상되어, 8월 19일에 루이지애나주, 캠프 클라이본(Camp Claiborne) 창설되었다. 태평양 전구에 투입되어 일본군과 싸우는 아군을 지원하였고, VJ데이를 맞이한 후에는 필리핀의 루손과 레이테에 걸쳐 1946년 5월 20일까지 주둔하였다.
1948년 11월 10일, 제593공병기지창으로 서수와 부대 단위가 바뀌었다. 12월 16일, 괌에서 소집되어 1950년 1월 27일에 해산하였다.
1951년 12월 26일, 부대는 정규군으로 할당되었다. 1952년 1월 19일 미주리주, 포트 레오나드 우드에서 재소집되었고, 1953년 5월 25일에 제593공병단으로 재편성되었다. 베트남 전쟁의 발발한 뒤, 1966년 4월 25일에 제593종합지원단으로, 종합지원부대로 재편성되어 베트남 공화국, 퀴논에 배치되어 제1군수사령부 예하 퀴논 지원사령부 밑에서 아군을 지원하였다. 베트남화가 진행되면서 철수하여 캘리포니아주, 오클랜드로 옮겨가, 1972년 4월 30일에 해산하였다.
1973년 3월 21일, 제593지원단으로 이름에서 "종합(General)"이 빠지고, 워싱턴주 포트 루이스에서 재소집되었다.
1990년 8월 31일, 제1군단지원사령부를 따라 걸프 전쟁에 참가하기 위해 사우디 아라비아에 전개하여 사막 방패, 사막 폭풍, 사막 작별 작전을 수행하였다.
1992년 12월 24일, 소말리아에 전개하여 희망 회복 작전에 참가하였다.
1998년 엘살바도르에서 합동 인도주의 임무를 수행.
테러와의 전쟁이 발발한 뒤, 이라크 자유 작전으로 이라크에 각각 2004년 1월, 2006년 6월, 2010년 5월에 6개월간 순환 배치되었다. 파견된 도중에 모듈지원부대인 전투지원부대 체계의 도입으로 2007년 5월 1일, 이라크 알아사드 공군기지에서 제593지원여단으로 재편성되었다.
2012년 6월 12일, 항구적 자유 작전으로 아프가니스탄에 전개하여 CENTCOM 물자회수부대(CMRE))의 본부를 맡았다.
포트 루이스에 귀환한 뒤, 2013년 7월 16일에 제593원정지원사령부으로 승격되었다.
2021년 12월 3일, 포트 루이스에서 제59수송대대가 재소집되었다.

## 부대

### 현재
- 본부 및 본부중대 "Automatic"
- 제62의무여단
- 제13전투유지지원대대
- 제51원정통신대대
- 제59수송대대; 2021년 12월 3일

### 이전
- 제593특수병력대대 "Gladiators"; 2012년 6월 1일 ~ 2014년 6월
  - 제22인적자원지원소
  - 제9재무관리중대 (9th Financial Management Company (9th FMCO))[2]
  - 제140이동통제대 (140th MCT)
- 제9재무대대
- 제22인사근무대대
- 제44군단지원대대
- 제57수송대대
- 제80병기대대
- 304th Support Center (Rear)→304후방지원센터

## 기록

### 소속
- 퀴논 지원사령부, 베트남 전쟁
- 제1군단지원사령부, 걸프 전쟁
- 제22전구지원사령부
- 제1군단, 2010년

### 계보
- 1944년 8월 7일, Headquarters and Headquarters Company, 1350th Engineer Base Depot Group
→제1350공병기지창단, 본부 및 본부중대
- 1948년 11월 10일, Headquarters and Headquarters Company, 593d Engineer Base Depot
→제593공병기지창, 본부 및 본부중대
- 1951년 12월 26일, 정규군 할당
- 1953년 5월 25일, Headquarters and Headquarters Company, 593d Engineer Group
→제593공병단, 본부 및 본부중대
- 1966년 4월 25일, Headquarters and Headquarters Company, 593d General Support Group
→제593종합지원단, 본부 및 본부중대
- 1973년 3월 21일, Headquarters and Headquarters Company, 593d Support Group
→제593지원단, 본부 및 본부중대
- 2007년 5월 1일, Headquarters and Headquarters Company, 593d Sustainment Brigade
→제593지원여단, 본부 및 본부중대
- 2013년 7월 16일, Headquarters and Headquarters Company, 593d Expeditionary Sustainment Command (Expeditionary)
→제593원정지원사령부, 본부 및 본부중대

### 전역
| 스트리머           | 내역 |
| ------------------ | --- |
| 아시아-태평양 전구 | - 레이테 - 뉴기니 |
| 베트남 전쟁        | - 반공, 제2(II)단계 - 반공, 제3(III)단계 - 구정 대공세 - 반공, 제4(IV)단계 - 반공, 제5(V)단계 - 반공, 제6(VI)단계 - 69년 구정 반공 - 1969년 하계-추계 - 1970년 동계-춘계 - 성소 반공 - 반공, 제7(VII)단계 - 제1(I)차 통합 - 제2(II)차 통합 - 정전 |
| 남서아시아         | - 사우디 아라비아 방어, 1990년 - 쿠웨이트 방어와 해방, 1991년 - 정전, 1991년 |

### 스트리머
| 스트리머                | 내역                              |
| ----------------------- | --------------------------------- |
| 육군 공로부대표창       | 태평양 전구                       |
| 육군 공로부대표창       | 베트남, 1969년 ~ 1970년           |
| 필리핀 대통령 부대 표창 | 1944년 10월 17일 ~ 1945년 7월 4일 |

## 참고
1. ↑  Sgt. 1st Class Tony White (2021년 12월 3일). “53rd Transportation Battalion (Movement Control) Activates at JBLM”. 2023년 5월 20일에 확인함.
2. ↑  Major Cody W. Koerwitz (2013). “The Role of the Financial Management Company at End of Mission” (영어). The Army's Official Professional Bulletin on Sustainment. 2019년 7월 6일에 원본 문서에서 보존된 문서. 2018년 9월 14일에 확인함.

- “Headquarters and Headquarters Detachment, 593d Support Group” (영어). 미국 육군 역사관. 2007년 7월 12일. 2019년 4월 11일에 확인함.
- “593rd Sustainment Brigade”. 《globalsecurity.org》 (영어). 2023년 5월 19일에 확인함.